# Černíč
Černíč är en ort i Tjeckien.   Den ligger i regionen Vysočina, i den centrala delen av landet, 130 km sydost om huvudstaden Prag. Černíč ligger 488 meter över havet och antalet invånare är 145.
Terrängen runt Černíč är huvudsakligen platt, men västerut är den kuperad. Černíč ligger nere i en dal. Runt Černíč är det ganska tätbefolkat, med 56 invånare per kvadratkilometer. Närmaste större samhälle är Dačice, 5,4 km söder om Černíč. Trakten runt Černíč består till största delen av jordbruksmark.